# I’m Yours, You’re Mine
I’m Yours, You’re Mine — студийный альбом американской джазовой певицы Бетти Картер, выпущенный в 1996 году на лейбле Verve Records. Альбом был записан в январе 1996 года, он стал последним, который Картер записала перед своей смертью в сентябре 1998 года.

## Отзывы критиков
| Оценки критиков                            | Оценки критиков |
| Источник                                   | Оценка          |
| ------------------------------------------ | --------------- |
| AllMusic                                   | [ 2 ]           |
| Encyclopedia of Popular Music              | [ 3 ]           |
| MusicHound Jazz: The Essential Album Guide | [ 4 ]           |
| The Penguin Guide to Jazz                  | [ 5 ]           |
| The Rolling Stone Jazz & Blues Album Guide | [ 6 ]           |

В AllMusic удостоили I’m Yours, You’re Mine четырех звёзд из пяти, но не рецензировали альбом. В журнале Billboard положительно отозвались об альбоме после его выхода, описав его как «приглушённый и вызывающий мрачные воспоминания сет», добавив, что «Голос Картер доказывает, что она как никто другой может превращать фразы в бессловесную, нежно восхитительную медитацию в стиле нисходящего темпа». Говард Райх в статье для Chicago Tribune сказал, что «Без сомнения, пение Бетти Картер — это приобретённый вкус, но для тех, кто его приобрел, она уникально привлекательная артистка. Удлинённые линии, экзотические цвета и необычные орнаменты, которые она привносит в каждый фрагмент этой записи … свидетельствуют об исключительном характере пения Картер». Пишущий для All About Jazz, Том Сторер описал песни на I’m Yours, You’re Mine как «типичные для Картер … каким-то образом умудряющиеся быть одновременно сочными и стройными. Не имея возможности или нежелания использовать взрывные динамические контрасты и бешеные темпы, которые когда-то были её сильной стороной, она упростила фразировку, переведя свою игривую манеру с ритмическими трюками на более спокойный уровень и в очередной раз доказав своё нежелание петь чьи-либо стандартные мелодии, кроме своих собственных». Фрэнсис Дэвис из Stereo Review написал: «Теперь, когда она довольно плодовита, новый релиз Бетти Картер вряд ли можно назвать таким же большим событием, как каждый из её редких альбомов 20 или 30 лет назад, когда она была несколько неуловимой культовой фигурой. И все же I’m Yours, You’re Mine показывает, какой ошибкой было бы принимать её как должное; она остаётся нашей лучшей из ныне живущих певиц-импровизаторов, и это, возможно, её лучший альбом за последние годы. Это, безусловно, её самый мрачный альбом, поскольку пять из семи композиций записаны в темпе отстранённой баллады, в которой Картер всегда преуспевала. Переход в рубато позволяет ей петь так, как будто она сочиняет слова по ходу песни, расширяя смысл лирики в процессе подбора гласных».

## Список композиций
1. «This Time» (Джул Стайн) — 7:43
2. «I’m Yours, You’re Mine» (Бетти Картер, Кертис Ланди) — 9:34
3. «Lonely House» (Лэнгстон Хьюз, Курт Вайль) — 6:29
4. «Close Your Eyes» (Бернис Петкере) — 7:45
5. «Useless Landscape» (Алойзиу ди Оливейра, Рэй Гилберт, Антониу Карлос Жобин) — 7:16
6. «East of the Sun (and West of the Moon)» (Брукс Бауман) — 4:50
7. «September Song» (Максвелл Андерсон, Курт Вайль) — 10:19

## Участники записи
Музыканты
- Бетти Картер — вокал, продюсер
- Марк Шим — тенор-саксофон
- Андре Хейворд — тромбон
- Ксавье Дэвис — фортепиано
- Кертис Ланди — контрабас
- Мэтт Хьюз — бас
- Грегори Хатчинсон — ударные

Продакшн
- Джо Ферла — звукорежиссёр
- Рори Романо — ассистент звукорежиссёра
- Тед Уолсен — сведение
- Грег Калби — мастеринг
- Энтони Барбоза — фотограф

Все данные взяты из примечаний к альбому.